# Arroyo (Puerto Rico)
Arroyo és un municipi de Puerto Rico localitzat a la costa sud de l'illa, també conegut amb els noms del Pueblo del Café, la Capital Taína i el Pueblo de Los Corsos. Limita al nord amb el municipi de Patillas; al sud amb el mar Carib; l'oest amb Guayama i a l'est amb Patillas.
El municipi està dividit en 8 barris: Cuatro Calles, Pueblo Este, Pueblo Oeste, Ancones, Guásimas, Palmas, Yaurel i Pitahaya.

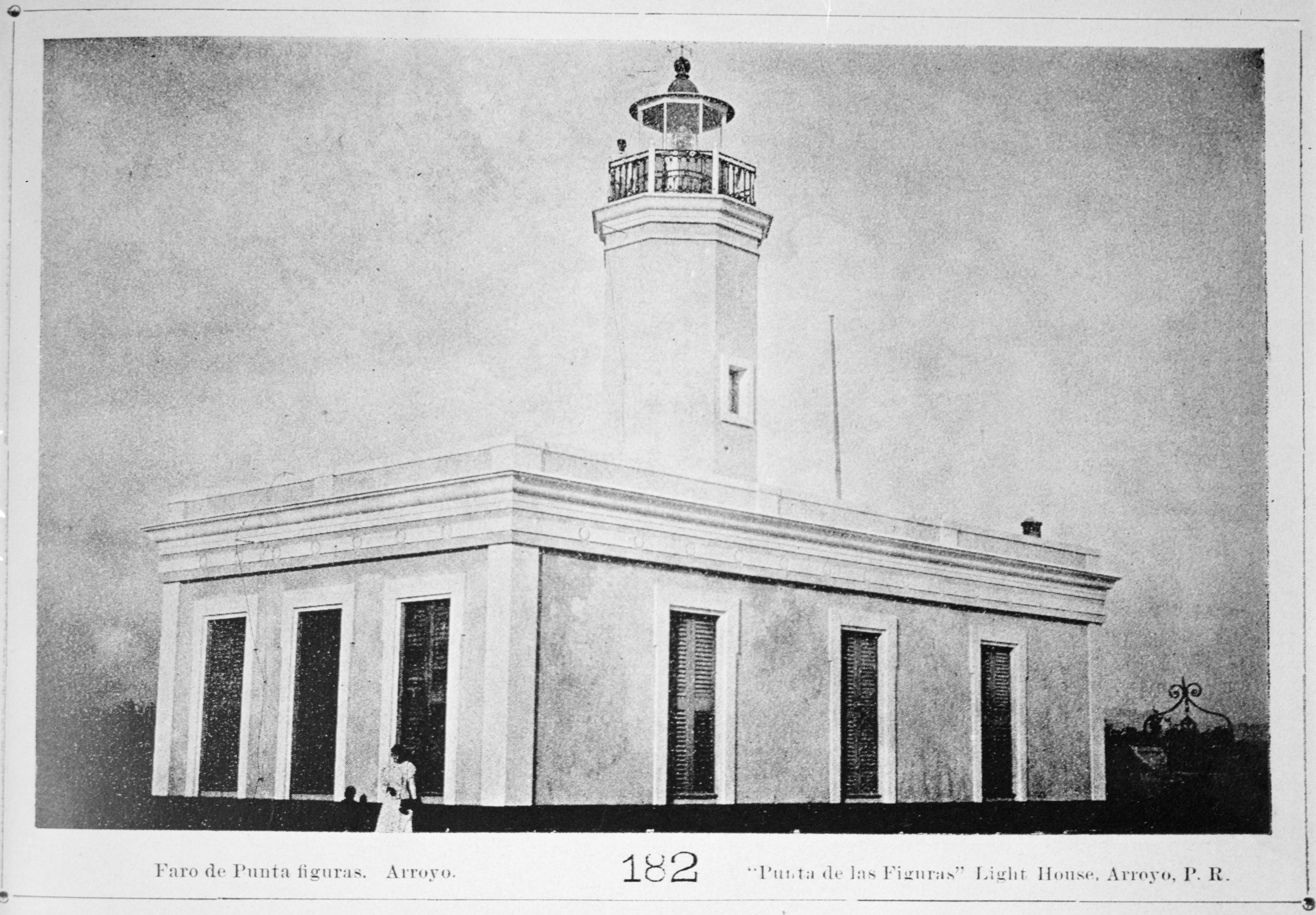
Far Punta de las Figuras (1898), ubicat a Arroyo